# Fusion du deutérium

Représentation de la fusion du deutérium.

La fusion du deutérium est une réaction de fusion nucléaire qui se déroule au sein d'étoiles et d'objets substellaires dans laquelle un deutéron et un proton se combinent pour former un noyau d'hélium 3. Cette réaction est la seconde étape de la chaîne proton-proton, dans laquelle un noyau de deutérium formé à partir de deux protons fusionne avec un troisième, mais peut aussi se produire à partir de deutérium primordial.

## Dans les proto-étoiles
Le deutérium est le noyau le plus facile à fusionner au sein des proto-étoiles en accrétion et la fusion en leur cœur peut ainsi démarrer quand les températures atteignent 106 K . 
Sans la fusion du deutérium primordial présent initialement, il ne devrait pas exister d'étoiles de masses supérieures à environ deux ou trois masses solaires avant la phase de séquence principale. La fusion protium-protium ne démarrant qu'à des températures bien plus élevées (à environ 107 K), la contraction (initiale) de la proto-étoile serait beaucoup plus rapide car non freinée par la chaleur issue de la fusion et compliquerait l'accrétion ultérieure de l'objet. En effet, une fois que la fusion protium-protium serait enclenchée (à une compression bien plus forte), son débit énergétique serait alors bien plus élevé, empêchant alors la poursuite de l'accrétion de l'astre. 

La fusion du deutérium permet la poursuite du processus d'accrétion en agissant comme un thermostat qui arrête temporairement (ou ralentit fortement) la contraction de la proto-étoile, quand la température centrale atteint environ un million de kelvins, une température trop faible pour la fusion protium-protium mais donnant du temps à l'objet d'acquérir plus de masse ; en le stabilisant temporairement à des températures internes et de surface bien moins élevées.

## Dans des objets substellaires
La fusion du protium requiert de plus hautes températures et pressions que ce qui est obtenu par la fusion du deutérium. Par conséquent, il existe des objets suffisamment massifs pour fusionner le deutérium mais pas assez pour fusionner le protium. Ces objets sont appelés naines brunes et ont des masses comprises entre environ 13 et 80 masses joviennes. 
Les objets au-dessus de la masse minimale de fusion du deutérium fusionneront tout leur deutérium en « peu » de temps (de 4 à 50 Ma), alors que les objets en dessous de cette masse minimale fusionneront peu et, ainsi, préserveront leur abondance originale en deutérium.

## Dans les planètes
La fusion du deutérium devrait également être possible dans des objets qui se forment à partir du disque circumstellaire via le modèle d'accrétion de cœur, communément appelés planètes. La masse minimale pour amorcer la réaction de fusion du deutérium au-dessus du noyau solide est aussi d'environ  13 masses joviennes,.

## Autres réactions
Bien que la fusion avec un proton soit la principale méthode de consommation du deutérium, d'autres réactions sont possibles, incluant la fusion avec un autre noyau de deutérium pour former de l'hélium 3, du tritium ou (plus rarement) de l'hélium 4, ou avec de l'hélium pour former divers isotopes du lithium.

## Voir également
- Fusion deutérium-tritium